# Чеди-Хольский кожуун

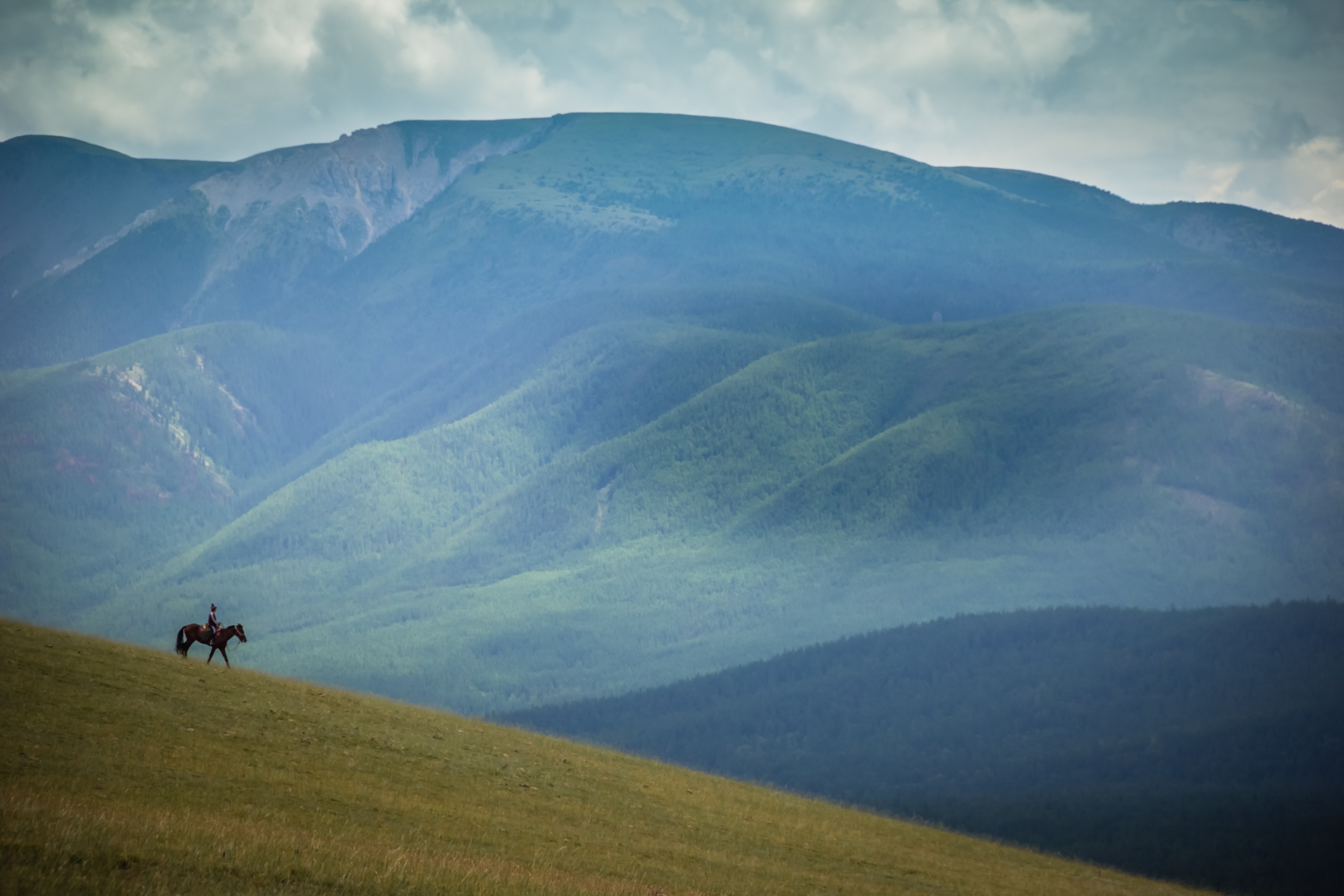
Пейзаж Чеди-Хольского кожууна

Чеди-Хольский кожуун (тув. Чеди-Хөл кожуун) — административно-территориальная единица и муниципальное образование (муниципальный район) в составе Республики Тыва Российской Федерации.
Административным центром кожууна является село Хову-Аксы (бывший посёлок городского типа).

## География
Чеди-Хольский кожуун расположен в центральной части республики и граничит: на севере — с Кызылским, на северо-востоке и востоке — с Тандинским, на юге — с Тёс-Хемским, на западе — с Улуг-Хемским кожуунами. Площадь территории — 3,706 тыс. км².
Чеди-Хольский кожуун приравнен к районам Крайнего Севера.

## История
Чеди-Хольский район был образован Указом Президиума Верховного Совета Республики Тыва N°391 от 21 декабря 1993 года, в него вошли территории, ранее входившие в Тандинский и Улуг-Хемский районы.

## Население
| 2000  | 2002  | 2004  | 2005  | 2006  | 2007  | 2008  | 2009  |
| ----- | ----- | ----- | ----- | ----- | ----- | ----- | ----- |
| 8010  | ↗8081 | ↘8027 | ↘7950 | ↘7884 | ↗7915 | ↗7963 | ↗8041 |
| 2010  | 2011  | 2012  | 2013  | 2014  | 2015  | 2016  | 2017  |
| ↘7685 | ↘7676 | ↘7603 | ↘7581 | ↗7639 | ↗7694 | ↗7712 | ↗7817 |
| 2018  | 2019  | 2020  | 2021  |       |       |       |       |
| ↗7869 | ↗7942 | ↗8051 | ↘7788 |       |       |       |       |

## Территориальное устройство
В Чеди-Хольском кожууне 6 сумонов (сельских поселений):
| № | Сумон (сельское поселение) | Административный центр | Количество населённых пунктов | Население    | Площадь, км2 |
| - | -------------------------- | ---------------------- | ----------------------------- | ------------ | ------------ |
| 1 | Сайлыг                     | село Сайлыг            | 1                             | ↗1202 (2018) | 26,28        |
| 2 | Хендергинский              | село Ак-Тал            | 1                             | ↗996 (2018)  | 18,15        |
| 3 | Хову-Аксы                  | село Хову-Аксы         | 1                             | ↘3711 (2018) | 16,16        |
| 4 | Холчук                     | село Холчук            | 1                             | ↗235 (2018)  | 6,27         |
| 5 | Чал-Кежиг                  | село Чал-Кежиг         | 1                             | ↘296 (2018)  | 5,30         |
| 6 | Элегестинский              | село Элегест           | 2                             | ↗1429 (2018) | 19,10        |

### Населённые пункты
В Чеди-Хольском кожууне 7 населённых пунктов.
| № | Населённый пункт | Тип   | Население    | Сумон (сельское поселение) |
| - | ---------------- | ----- | ------------ | -------------------------- |
| 1 | Ак-Тал           | село  | ↘972 (2021)  | Хендергинский              |
| 2 | Каък             | арбан | ↘0 (2010)    | Элегестинский              |
| 3 | Сайлыг           | село  | ↗1307 (2021) | Сайлыг                     |
| 4 | Хову-Аксы        | село  | ↘3612 (2021) | Хову-Аксы                  |
| 5 | Холчук           | село  | ↘217 (2021)  | Холчук                     |
| 6 | Чал-Кежиг        | село  | ↘301 (2021)  | Чал-Кежиг                  |
| 7 | Элегест          | село  | ↘1431 (2010) | Элегестинский              |

## Экономика
Кожуун является сельскохозяйственным, в основном ориентированным на животноводство. Кожуун занимает 2-е место в республике по общей численности поголовья скота (17 тыс. голов МРС, 4 тыс. голов КРС).
Жители разводят крупный и малый рогатый скот, в том числе яков; в меньших количествах лошадей и свиней.
Доход на душу населения — 2,4 тыс. руб в месяц. 43 % населения является безработными (на 1 января 2009 года), а официально в качестве в списках центра занятости были зарегистрированы только 3311 человек (13 % всех безработных).